# Eleocharis minutissima
Eleocharis minutissima är en halvgräsart som beskrevs av Nathaniel Lord Britton. Eleocharis minutissima ingår i släktet småsäv, och familjen halvgräs. Inga underarter finns listade i Catalogue of Life.